# Blagovarsky (huyện)
Huyện Blagovarsky (tiếng Nga: ? райо́н) là một huyện hành chính tự quản (raion), của Bashkortostan, Nga. Huyện có diện tích 1713 km². Trung tâm của huyện đóng ở Blagovar.